# Río Apere
Río Apere är ett vattendrag i Bolivia.   Det ligger i departementet Beni, i den norra delen av landet, 600 km norr om huvudstaden Sucre.
I omgivningen kring Río Apere växer i huvudsak städsegrön lövskog. Området är nästan obefolkat, med mindre än två invånare per kvadratkilometer.